# 馬形障子
馬形障子（うまがたのしょうじ）とは、内裏清涼殿にあった衝立障子のこと。

## 解説
跳ね上がる馬を描いた衝立障子で、「馬形」とは馬の絵のこと。古くは清涼殿と後涼殿のあいだにあった渡殿という廊下を兼ねた細長い殿舎と、朝餉の間近くの簀の子及び台盤所の三箇所に立てられていたようである。この衝立障子のことについては『古今著聞集』巻第十一の「紫宸殿賢聖障子並びに清涼殿等の障子の画の事」に、「渡殿にはね馬・寄せ馬の障子を立てて、またおなじ渡殿の北の辺、朝餉の前に馬形の障子侍り」とありまた、「昔、かの馬形の障子を金岡が書きたりける、夜々はなれて萩の戸の萩をくひければ、勅定ありて、その馬つなぎたるていにかきなされたりける時、はなれずなりにけりと申し伝へ侍るは、まことなりける事にや」とある。『古今著聞集』にはこのすぐあとに、「仁和寺御室に金岡が画ける馬、近辺の田を食ふ事」という説話があり、古い時代に巨勢金岡の描いた馬が、夜な夜な絵から抜け出るという伝説が清涼殿も含めて流布していたことが知られる。
ほかに古い記録としては『中右記』の天永3年（1112年）10月19日の条に、「所々を見廻る処、朝干餉の壷の布障子、皆馬形を画けり。里亭多く打毬を相具すものなり。仍って俄に打毬を具せしむべきの由を下知す。絵所師信貞、則ち画図し了んぬ。立て替へせしむ」とある。これは朝干餉（朝餉）の間近くにある馬形障子の図が裏表両方とも馬になっていたが、片方が打毬の図である例が本来なので、すぐさま打毬の図に改めさせたということである。馬形障子のことは『禁秘抄』の「渡殿」、「台盤所」、「朝餉」（朝餉の間）の条にもそれぞれ記されている。
寛政年間造営の内裏の馬形障子は表裏とも布張でへりがなく、一面零駕（東方表）、一面打毬（西方裏以上両面共墨絵）、高さ総計6尺ばかり、幅6尺、台木鼻の出左右共2寸、押木黒塗見付3寸、見込2寸、台黒塗長6尺4寸、幅6寸8分、セイ4分、横足より出1尺2寸、同足長2尺、セイ5寸5分であった。